# Plutonaster bifrons
Plutonaster bifrons is een kamster uit de familie Astropectinidae.
De wetenschappelijke naam van de soort werd in 1873 gepubliceerd door Charles Wyville Thomson.